# Ophiomyia arizonensis
Ophiomyia arizonensis är en tvåvingeart som beskrevs av Spencer 1986. Ophiomyia arizonensis ingår i släktet Ophiomyia och familjen minerarflugor.
Artens utbredningsområde är Arizona. Inga underarter finns listade i Catalogue of Life.